# Quá trình ba-alpha
Quá trình ba-alpha là một tập hợp các phản ứng tổng hợp hạt nhân, theo đó ba hạt nhân heli-4 (hạt alpha) được chuyển thành carbon.

## Quá trình ba-alpha trong các ngôi sao
Helium tích lũy trong lõi của các ngôi sao là kết quả của phản ứng chuỗi proton-proton và chu trình oxy-carbon-nitơ. Các phản ứng tổng hợp hạt nhân khác của helium với hydro hoặc một hạt alpha khác tạo ra lithium-5 và berylli-8 tương ứng. Cả hai sản phẩm đều rất không ổn định và phân rã gần như ngay lập tức trở lại thành các hạt nhân nhỏ hơn, trừ khi hạt alpha thứ ba hợp nhất với hạt nhân beryllium-8 trước thời điểm đó để tạo ra hạt nhân carbon-12 ổn định. Thời gian bán hủy của 5Li là 37×10−22 và của 8Be là 819×10−17. Khi một ngôi sao hết hydro để nung chảy trong lõi của nó, nó bắt đầu co lại và nóng lên. Nếu nhiệt độ trung tâm tăng lên 108 K, nóng hơn sáu lần so với lõi của Mặt trời, các hạt alpha có thể hợp nhất đủ nhanh để tạo ra lượng carbon đáng kể:
Sự giải phóng năng lượng ròng của quá trình là 7.275 MeV.
Là một tác dụng phụ của quá trình, một số hạt nhân carbon kết hợp với helium bổ sung để tạo ra một đồng vị ổn định của oxy và năng lượng:
Hợp nhất với các hạt nhân helium bổ sung có thể tạo ra các nguyên tố nặng hơn trong chuỗi tổng hợp hạt nhân sao được gọi là quá trình alpha, nhưng các phản ứng này chỉ có ý nghĩa ở nhiệt độ và áp suất cao hơn so với các lõi trải qua quá trình ba-alpha. Điều này tạo ra một tình huống trong đó quá trình tổng hợp hạt nhân tạo ra một lượng lớn carbon và oxy nhưng chỉ một phần nhỏ trong số các nguyên tố đó được chuyển đổi thành các nguyên tố neon và nặng hơn. Oxy và carbon tạo thành "tro" chính của quá trình đốt cháy helium-4.

## Carbon nguyên thủy
Quá trình triple-alpha không hiệu quả ở áp suất và nhiệt độ ban đầu của Big Bang. Một hệ quả của điều này là không có lượng carbon đáng kể được tạo ra trong Vụ Nổ lớn.

## Cộng hưởng
Thông thường, xác suất của quá trình ba alpha là cực kỳ nhỏ. Tuy nhiên, trạng thái beryllium-8 có năng lượng gần như chính xác của hai hạt alpha. Ở bước thứ hai, 8Be + 4He có năng lượng gần như chính xác ở trạng thái kích thích 12C. Sự cộng hưởng này làm tăng đáng kể khả năng một hạt alpha đến sẽ kết hợp với beryllium-8 để tạo thành carbon. Sự tồn tại của sự cộng hưởng này đã được Fred Hoyle dự đoán trước khi quan sát thực tế của nó, dựa trên sự cần thiết về mặt vật lý của nó để tồn tại, để carbon được hình thành trong các ngôi sao. Dự đoán và sau đó phát hiện ra sự cộng hưởng năng lượng và quá trình này đã hỗ trợ rất đáng kể cho giả thuyết của Hoyle về sự tổng hợp hạt nhân, trong đó đặt ra rằng tất cả các nguyên tố hóa học ban đầu được hình thành từ hydro, chất nguyên thủy thực sự. Nguyên lý nhân học đã được trích dẫn để giải thích thực tế là cộng hưởng hạt nhân được sắp xếp một cách nhạy cảm để tạo ra một lượng lớn carbon và oxy trong vũ trụ.

## Tổng hợp hạt nhân của các nguyên tố nặng
Với sự gia tăng hơn nữa của nhiệt độ và mật độ, các quá trình nhiệt hạch tạo ra các hạt nhân chỉ tối đa niken-56 (sẽ phân rã sau đó thành sắt); các phần tử nặng hơn (những phần vượt quá Ni) được tạo ra chủ yếu bằng cách bắt neutron. Việc bắt chậm neutron, quá trình s, tạo ra khoảng một nửa các nguyên tố ngoài sắt. Nửa còn lại được tạo ra bởi quá trình bắt neutron nhanh, quá trình r, có thể xảy ra trong các vụ sáp nhập sao siêu mới và sao neutron sụp đổ.